# 医学超声检查
医学超声检查（英語：Medical ultrasound）是一种基于超音波声呐的医学影像诊断技术，与其相关的学科称作超音波诊断学。超声检查使肌肉和内臟器官等軟組織可视化，包括其尺寸、结构和病理学病灶。在产科中，超声检查广泛用於妊娠时的產前診斷。
超声频率的选择力求达到影像的空间分辨率和患者探查深度间的平衡。一般使用的频率范围是2至13百萬赫兹。
在物理学上，超声（ultrasound）指在人耳听阈上限（20,000赫兹，20千赫）以上的所有频率，但在医学影像学中，通常指频带比其高百倍以上的声波。

## 应用

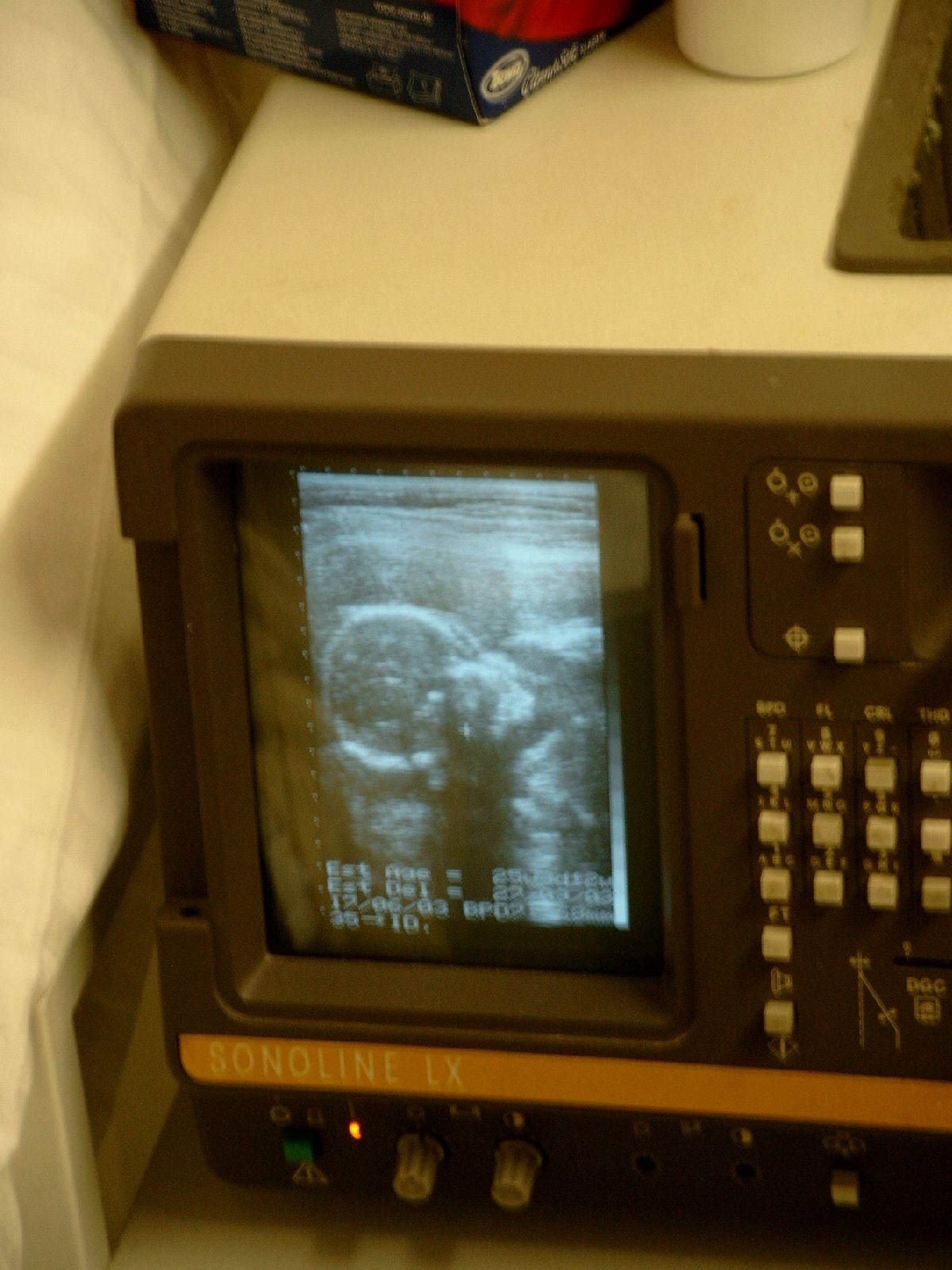
声像图显示子宫内胎儿的头颅

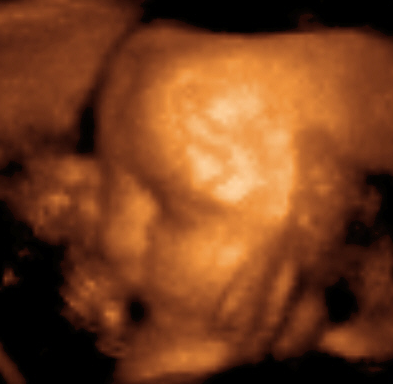
29周大正在发育中的胎儿的“三维超声”

超声诊断学在20世纪才出现。尽管历史并不悠久，但在现在的医学诊断学中，它有难以取代的作用。除诊断外，超声诊断也可能在治疗过程中起引导作用，例如活检或积液引流。通常使用手持式探头在患者身上扫描。扫描前需要将一种水基凝胶涂在患者身体和探头之间，起耦合作用。
举例来说，医学超声检查通常用于：
- 心脏科
- 内分泌科
- 消化科（腹部超音波）
- 妇科; 见妇科超声
- 产科; 见产科超声
- 眼科; 见A型超声，B型超声
- 泌尿科
- 血管科
- 神经外科（经颅多普勒）
- 胸腔内科（胸水诊断与抽取）

### 盆腔超声
盆腔超声是多囊卵巢综合征的主要诊断工具，也可用于子宫、卵巢和膀胱的成像。妊娠时超声用于检查胎儿的发育情况。男性也可进行盆腔超声检查膀胱和前列腺的健康状况。盆腔超声检查有两种方式：经皮和腔内。腔内超声可经阴道(女性)或者经直肠(男性)。

### 治疗中的应用
超声诊断在对腹部脏器疾病的诊断中，因为快速、廉价的特点而作为首选；近年来在心脏超声、妇产科超声和腔内超声等领域，也有了很大的发展。随着介入超声和超声治疗的发明，联合上述超声诊断，使得肝肾穿刺、癌症治疗、震波碎石、超声引导下经皮穿刺置管（属于一种造瘘术）等迅速发展。
- 聚焦超声外科(FUS)或称高强度聚焦超声HIFU，可用于治疗良性和恶性肿瘤及其他疾病。通常使用的超声波频率比诊断时用的低（250kHZ至2000kHz），但是其平均时间强度高很多。治疗通常由磁共振成像引导，用于脑部者称作經顱磁振導航聚焦超音波（经颅磁共振引导聚焦超声）。
- 更强的超声源可以在口腔卫生中用来清洁牙齿，或使生物组织局部加热，例如物理治療、職業治療、肿瘤治疗（包括癌症治療）。
- 利用超声乳化术治疗白内障。
- 近期发现一些低强度超声的其他生理学作用，例如，刺激骨生长以及破坏腦血管障壁以利于药物的扩散。
- 肝肾的穿刺。
- 超声引导下的经皮穿刺置管造瘘技术。

## 模式
医学超声检查有四种类型（模式）：A型（Amplitude-mode）、B型（Brightness-mode）、M型（Motion-mode）、多普勒型（Doppler-mode）。
A型是最简单的超声波类型，单个传感器扫描一条穿过身体的线，回波作为深度的函数绘制在屏幕上；针对特定肿瘤或结石的治疗性超声也是A型，可以精确定位破坏性波能量。
在B型超声中，换能器的线性阵列同时扫描穿过身体的平面，可以在屏幕上看到二维图像。在M型超声中（M即movement，代表运动），由于产生反射的器官边界相对于探头移动，因此快速序列的B模式扫描其图像在屏幕上依次显示，使医生能够看到和测量运动范围。多普勒模式利用多普勒效应测量和显示血流，可用于探测结构（通常是血液）是朝向还是远离探头移动，以及它的相对速度，这在心血管研究中意义重大。

## 由声波产生图像
由声波产生图像经由三个步骤：产生声波、接收回声、形成图像。产生的图像称作声像图。

### 产生声波

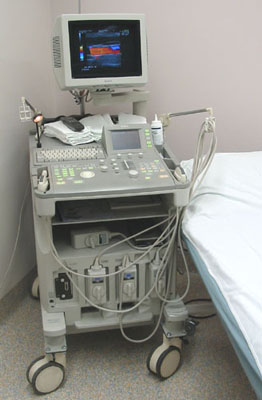
医学超声检查仪

在医学超声检查中，压电换能器（一般是陶瓷的）的相位陣列产生的短而强的声音脉冲制造声波。电线和换能器都封装在探头中。电脉冲使陶瓷振荡产生一系列的声音脉冲。声波的频率可表现为2至13兆赫中的任一频率，远超于人耳能听到的频率（任何频率超过人耳能听到的范围的声波都可称为“超声波”）。而医学超声的目的在于使由换能器散射出的声波汇总产生单一聚焦成弧形的声波。
为了使声波有效地传导入人体（即阻抗匹配），探头的表面由橡胶包被。为此，需要在探头和患者皮肤之间涂布水基凝胶。
一部分声波从不同组织之间的界面反射回探头，即为回声（由非常小的结构散射的声波也产生回声）。

### 接收回声
声波返回探头，与探头發射声波相似，只是过程恰恰相反。返回的声波使探头的单元振荡并使振荡转化为电脉冲，脉冲由探头發送至超声主机，并处理成数字图像。

### 形成图像
超声仪必须确定接收到的回声的3个要素：
1. 探头的众多单元中接收到回声的单元；
2. 回声的信号强度；
3. 从探头發射声波到接收到其回声的时间间隔。

超声仪确定以上3点后，即可明确图像中哪个像素应该显示，亮度为多少。接收信号转化为数字图像可比方为往一个空白的电子表格上填写数据。接收脉冲的探头单元决定电子表格的哪一“列”（如A，B，C列等）。接收回声所用的时间决定哪一“行”（如1，2，3行等），回声的强度决定亮度(白色表示强回声，黑色表示无回声，不同的灰阶表示2者之间的不同回声)，如同在电子表格的格子里填入数据。

## 设备

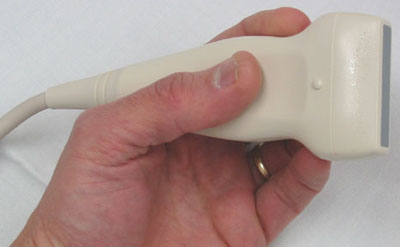
线阵探头

超声检查使用含有一个或多个换能器的探头向物体发射脉冲。当声波遇到声阻抗不同的物体，部分声波就会被反射，当探头探测到时即为回声。回声返回探头的时间被测量记录，用于计算产生此回声的组织界面的深度。2种物质之间的声阻抗差异越大，回声越强。液体和气体之间的声阻抗差异极大，导致遇到其界面的绝大多数声能被反射，致使其区域外的物体不能显像。
在不同的物质中声波的传播速度不同，这取决于该物质的声阻抗。但是，医学超声的主机假定声速恒为1540m/s。虽然由于产生回声，会丧失一部分声能，但与由于声波被吸收而产生的衰减相较而言影响很小。
为了产生二维图像，声束采用机械或电子方式的声学换能器相控阵列进行扫射。接收的数据则进行处理以构建图像。
用于医学超声的声波频率一般在1至13兆赫。频率越高相应的波长越短，所得影像的分辨率越高。但是随着声波频率的增高，声波的衰减也越快。所以为了探查更深的组织，使用较低的频率（3-5兆赫）。
大多数超声仪也能显示各种彩色图像。这仅仅是指定不同的颜色用以表示接收到的回声的振幅。此外。由一系列的2维图像可以生成三维图像，通常使用的是特殊探头。

## 微气泡
超声造影是指在医学超声检查中使用微气泡造影剂以提高超声信号的反射。此技术当前应用于超声心动图技术，将来可能应用于分子成像和药物扩散。

## 优势
- 对肌肉和软组织显像良好，可以显示固体和液体腔隙之间的界面；
- 实时生成图像，检查操作者可动态选择对诊断最有用的部分观察并记录，利于快速诊断；
- 显示脏器的结构；
- 目前未知有长期副作用，一般不会造成患者不适；
- 设备广泛分布且相对灵活；
- 有小型的、便携式扫描仪；可在患者床边进行检查；
- 相对于其他检查（例如CT成像，双向X射线吸收成像或者核磁共振成像）价格更低。

## 缺点
- 超声设备对骨的穿透性差。例如，脑的超声成像就极为受限；
- 因为声阻抗的差异过大，当探头与要探查的组织之间有气体时超声显像质量很差。例如，由于前方受到胃肠道气体的干扰，使得胰腺的成像非常困难，肺脏成像也是不可能的(除非是探查胸腔积液)；
- 即使没有骨骼或气体的干扰，超声的探查深度也是有限的，使得远离体表的结构成像困难，特别是肥胖病人；
- 操作者的手法十分重要。为了获得高质量的图像和作出准确诊断，需要医生的技巧和经验。

## 超声成像的危险性
对于超声的安全性曾经有过争议。因为超声是能量的一种形式，那么就存在一个问题：“此种能量波会对我的组织产生何种影响？”
美国FDA警告说，实验室研究表明诊断水平的超声波会对组织产生物理效应，例如机械震动和温度升高。FDA建议，公众如无必要，不要随便暴露在超声波下，尤其是孕妇。尽管没有证据表明超声波想物理效应会伤害胎儿，但绝不可认为其能量对胎儿完全无害。并且FDA不许可利用医学超声波成像设备进行胎儿写真、影像留念等非医学用途行为，同时将医学超声波成像设备列为处方设备。
可能的一些副作用：
- 热效应：局部组织吸收超声的能量并使组织的温度升高。[3]
- 空化效应：溶解於組織的气体隨音波震盪而產生體積變化，當其體積超越極限而爆破時會產生衝擊波與瞬間高熱。[4]

## 引用
1. ↑  https://link.springer.com/content/pdf/bbm%3A978-1-4612-5805-6%2F1.pdf
2. ↑  .   [2021-09-20]. （原始内容存档于2021-06-20）.
3. 1 2  美国FDA对医学超声波成像设备滥用的警告： （页面存档备份，存于）, 
From a medical standpoint, ultrasonic fetal scanning is generally considered safe and is properly used when medical information on a pregnancy is needed. But ultrasound energy delivered to the fetus cannot be regarded as completely innocuous. Laboratory studies have shown that diagnostic levels of ultrasound can produce physical effects in tissue, such as mechanical vibrations and rise in temperature. Although there is no evidence that these physical effects can harm the fetus, public health experts, clinicians and industry agree that casual exposure to ultrasound, especially during pregnancy, should be avoided. Viewed in this light, exposing the fetus to ultrasound with no anticipation of medical benefit is not justified. For additional information about the "prudent use" of diagnostic ultrasound, see the statement from the American Institute of Ultrasound in Medicine (AIUM).

Persons who promote, sell or lease ultrasound equipment for making "keepsake" fetal videos should know that FDA views this as an unapproved use of a medical device. In addition, those who subject individuals to ultrasound exposure using a diagnostic ultrasound device (a prescription device) without a physician's order may be in violation of State or local laws or regulations regarding use of a prescription medical device.

FDA notified the medical community and the ultrasound industry in August 1994 regarding its concerns about the misuse of diagnostic ultrasound equipment for non-medical purposes, and asked them to discourage their patients from having sonograms for non-medical reasons.
4. ↑  Örjan Johansson; Taraka Pamidi; Mohammad Khoshkhoo; Åke Sandström.  (报告). Lulea University of Technology. 2017.

## 外部連結
- Web Site（页面存档备份，存于） for individual certifications by the American Registry for Diagnostic Medical Sonography
- Web Site Directory（页面存档备份，存于） of radiological sites
- About the discovery of medical ultrasonography（页面存档备份，存于）
- History of medical sonography (ultrasound)
- Real-time, high-resolution ultrasound footage（页面存档备份，存于） at various stages of fetal development
- RadiologyInfo  - The radiology information resource for patients: Ultrasonography